# Ioannis Kyrastas
Ioannis Kyrastas (Pireu, 25 de Outubro de 1952 - 1 de abril de 2004) foi futebolista e treinador grego que atuava como defensor.

## Carreira
Ioannis Kyrastas defendeu a Seleção Grega de Futebol, na histórica presença na Euro 1980.

## Ligações Externas
- Perfil em Fifa.com (em inglês)